# سارة سارة (أبوريماك)
سارة سارة هو جبل يبلغ ارتفاعه 5،195 مترًا (17،044 قدمًا) في سلسلة جبال وانسو في جبال الأنديز في بيرو. يقع في منطقة أبوريماك، مقاطعة أنتابامبا، في مقاطعتي أنتابامبا وخوان إسبينوزا ميدرانو.